# Merlak
Merlak je priimek več znanih Slovencev:
- Božena Merlak
- Damian Merlak (*1986), poslovnež in programer
- Danilo Merlak (1921—1979), operni pevec, basist
- Jasna Merlak (*1966), harfistka
- Jože Merlak (1917—1970), generalmajor JLA
- Milan Merlak, metalurg (+2024)
- Milena Merlak Detela (1935—2006), pesnica, pisateljica in prevajalka
- Nastja Merlak, pravnica, ekonomistka ...
- Neva Merlak (*1946), pianistka